# David Owen
David Anthony Llewellyn Owen, Barone Owen (Plympton, 2 luglio 1938), è un politico britannico.
È stato Segretario di Stato per gli Affari Esteri e del Commonwealth dal 1977 al 1979. Nel 1981 lasciò il Partito Laburista per fondare il Partito Social Democratico e attualmente è membro della camera dei lord. Fu il coautore dei falliti piani di pace Vance-Owen e Owen-Stoltenberg durante la guerra in Bosnia.